# Rida Cador
Rida Cador (Tata, 25 de març de 1981) és un ciclista hongarès que va ser professional del 2006 al 2013. Del seu palmarès destaquen els campionats nacionals tant en ruta com en contrarellotge.

## Palmarès
- 2007
  - Vencedor d'una etapa del Tour de Szeklerland
- 2008
  - 1r a la Volta a Romania i vencedor d'una etapa
- 2009
  -  Campió d'Hongria en contrarellotge
- 2011
  -  Campionat d'Hongria en ruta
- 2011
  - 1r al Gran Premi ciclista de Gemenc i vencedor de 2 etapes